# Engenheiro Paulo de Frontin
Engenheiro Paulo de Frontin est une ville de l'État de Rio de Janeiro au Brésil. La ville comptait 13 239 habitants en 2010 et sa superficie est de 139 km2.

## Maires
| Période | Période | Identité                | Étiquette | Qualité |
| ------- | ------- | ----------------------- | --------- | ------- |
| 2005    | 2012    | Eduardo Ramos da Paixão | PMDB      |         |